# Antonio Ballista
Antonio Ballista   (Milà, 30 de març de 1936) és un pianista italià.

Va estudiar al Conservatori G.Verdi de Milà a la classe d'Enzo Calace i Antonio Beltrami. L'aliança amb el pianista Bruno Canino, company de classe de la mateixa classe que Calace, amb qui va celebrar 50 anys d'activitat el 2004, va ser una de les més fructíferes de la història musical italiana del segle xx. Piero Rattalino va escriure que:
| « | <"a més dels camins batuts, Canino i Ballista també han remat pels camins dels esbarzers, quedant durant cinquanta anys fidels a un estil de vida artístic fet de serietat i menyspreu, compromís ambtot i curiositat per tot, independència de la ment i impuls del cor".> | » |

Per al duo han escrit compositors com Berio, Stockhausen, Panni, Ligeti, Bussotti, Donatoni, Castaldi, Battiato i molts altres, convertint-se en un referent per a les avantguardes nacionals i internacionals. El duo va ser el primer a Itàlia a realitzar transcripcions per a dos pianos, també d'autor (The Festival of Spring d'Ígor Stravinski, la Novena Simfonia de Beethoven i obres de Franz Liszt) que va romandre en el repertori dels seus concerts.
Per la seva atenció al repertori vocal de cambra, Antonio Ballista és un dels companys de cantants més apreciats d'Itàlia. Ha acompanyat en recitals memorables Anna Caterina Antonacci, Monica Bacelli, Cathy Berberian, Phyllis Bryn- Julson, Luisa Castellani, Gloria Davy, Kim Kriswell, Sarah Leonard, Anna Moffo, Susanna Rigacci, Alide Maria Salvetta, Luciana Serra, Lucia Valentini Terrani i ha treballat contínuament amb Gemma Bertagnolli, Gotthand Bonell, Alda Caiello, Laura Cherici, Marcello Nardis i Lorna Windsor.
Amb la soprano Alide Maria Salvetta ha format un duo durant molts anys, proposant recitals -mostrar fora de les cançons ordinàries, visitant oblidades i inusuals, i sent també en aquest cas un punt de referència per als compositors. Després de la mort d'Alide Maria Salvetta, Antonio Ballista va trobar en el tenor Massimo Crispi un soci versàtil de "jocs musicals" i junts formen el duo "Enfants Terribles", produint programes temàtics excèntrics i espectaculars, amb assemblatges irreverents i afectuosos dels trobadors més diversos, en una mena de meta-postmodernisme.
Antonio Ballista és també el "company musical" d'actors com Paolo Poli, des de fa més de trenta anys (Soirée Satie, Fables),i després de Milena Vukotic i Toni Servillo. Va ser actor en petits cameos en pel·lícules de Franco Battiato. En la recerca d'un conjunt musical que li permetés proposar la música més destacada de l'històric segle xx, Ballista va fundar el grup "900eOltre", format per excel·lents solistes, amb actuacions en nom de la poesia i la fantasia.
A Catalunta ha actuat al Festival de Torroella de Montgrí amb el Trio Milano. Entre les seves actuacions de gravació més interessants i apreciades, la producció per a piano de Gioachino Rossini (Un petit train de plaisir, Petit caprice (estil Offenbach),Marche et réminiscences de mon dernier voyage), Ragtime de Scott Joplin, Berio's Folk Songs.